# Red Frame/White Light
Red Frame/White Light är den brittiska new wave- och synthpop-gruppen Orchestral Manoeuvres in the Dark andra singel, utgiven 1980. Låten handlar om en röd telefonkiosk i Wirral som gruppen brukade använda. Red Frame/White Light blev gruppens första låt på brittiska singellistan där den nådde 67:e plats.

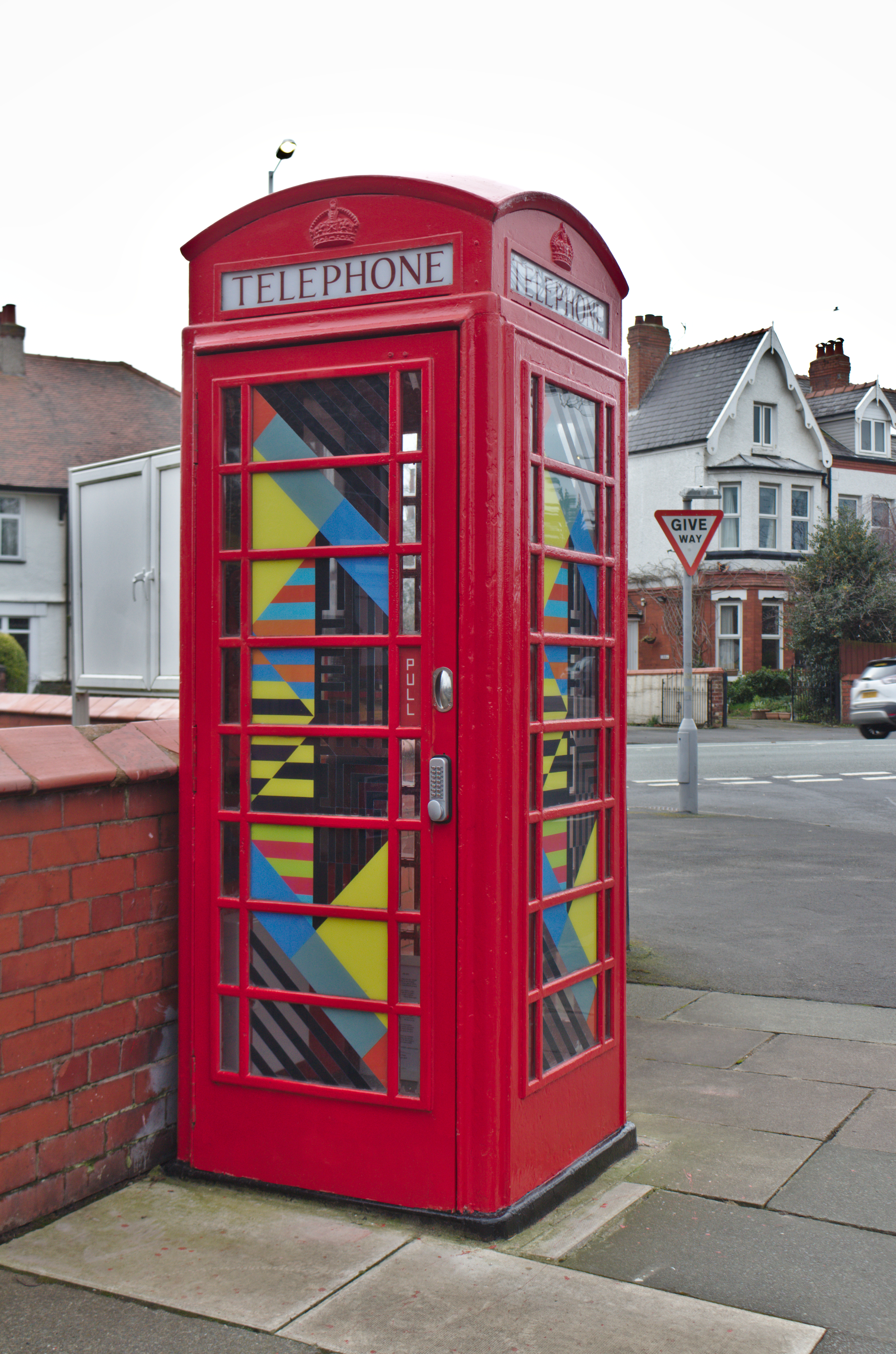
Telefonkiosken som inspirerade låten

## Utgåvor
7" Dindisc DIN 6
1. Red Frame/White Light – 3:15
2. I Betray My Friends – 3:50

12" Dindisc DIN 6-12
1. Red Frame/White Light – 3:15
2. I Betray My Friends – 3:50[3]